# Título de capitalização
O título de capitalização é um título de crédito comercializado por empresas de capitalização, com o objetivo de formação de uma aplicação, mas também com um caráter lotérico, de sorteio de prêmios.
Após adquirir o título, o consumidor passa a concorrer aos prêmios oferecidos e, ao final do prazo previsto, pode solicitar o resgate do valor investido, com os devidos reajustes e descontos. Esses percentuais são definidos por cada empresa e devem ser informados de forma clara em seus regulamentos.

## Estrutura
O valor investido no título é geralmente dividido em três partes: a que será capitalizada, a destinada aos sorteios e a referente à administração. No final do plano, ou após o período de carência, o consumidor pode resgatar apenas o valor correspondente à parte capitalizada. A parte de sorteios é usada para pagar os prêmios, enquanto a taxa de administração remunera a empresa responsável pela gestão do título.
Em razão disso, a capitalização pode ser uma operação desvantajosa para os consumidores, pois, geralmente, o valor do resgate é menor ou pouco maior do que a soma de todos os pagamentos feitos ao longo do tempo. Por esse motivo, os títulos de capitalização não devem ser considerados como uma aplicação financeira ou poupança, e também não se enquadram como renda fixa.
No Brasil, para trabalhar com capitalização, a empresa deve ter um registro na Superintendência de Seguros Privados (Susep), órgão que normatiza e fiscaliza o setor. E, atualmente, há duas formas de comercialização desses títulos: pagamentos mensais ou únicos, que no Brasil são chamados de PM (Pagamento Mensal) e o PU (Pagamento Único).
O PM é um plano em que os pagamentos dos prêmios são periódicos, geralmente mensais. É possível que após o último pagamento o plano ainda mantenha-se em vigor, pois seu prazo de vigência pode ser diferente do que seu prazo de pagamento. Já os planos PU são aqueles em que o pagamento é único e sua vigência fica estipulada na proposta.
Entre os principais Títulos de Capitalização PU do Brasil estão Tele Sena, Supercap Paulista e Viva Sorte. Já entre os Títulos de Capitalização PM mais conhecidos estão Cap Fiador, Ourocap PM e PIC Itaú.
As empresas responsáveis por essa comercialização estão reunidas na Federação Nacional de Capitalização (Fenacap).

## Utilizações
Além de ser uma forma de poupança forçada que visa criar disciplina financeira e uma reserva econômica para o capitalizador, os títulos de capitalização têm outras utilizações.
Essa modalidade securitária foi típica do primeiro sistema de previdência aplicada no Brasil, que não garantia o retorno atuarial do valor depositado compulsoriamente (chamadas de quotas previdenciárias) pelos segurados, ficando conhecido como regime de capitalização previdenciária.
E, atualmente, com o objetivo de atrair um maior número de pessoas para esse produto, as empresas de capitalização têm buscado inovar com a criação de títulos que garantem a quitação de empréstimos ou que sirvam como garantia de aluguel.

## Vantagens e desvantagens
O título de capitalização é um produto financeiro híbrido, que combina características de poupança programada com a possibilidade de participar de sorteios. Embora não seja considerado um investimento no sentido tradicional, ele pode ser vantajoso para certos perfis de consumidores, especialmente para aqueles que têm dificuldade de guardar dinheiro e se sentem motivados por prêmios.  
Vantagens  
- Disciplina financeira - Os títulos de pagamento mensal podem ajudar pessoas que têm dificuldade de economizar, já que o valor é debitado automaticamente e fica "guardado" por um período.
- Participação em sorteios - Durante a vigência do título, é possível concorrer a prêmios em dinheiro, com sorteios regulares.
- Resgate parcial ou total ao fim do prazo - Ao final do período contratado, o valor pode ser resgatado, de forma parcial ou integral, dependendo do tipo de título adquirido.

Pontos de atenção
- Não é um investimento tradicional - A rentabilidade é, em geral, inferior à de outras aplicações financeiras, como poupança, CDB ou fundos de investimento.
- Baixo rendimento - A correção costuma ser feita pela TR (Taxa Referencial), que tem baixa performance.
- Prazo de carência - O valor aplicado só pode ser resgatado após um prazo determinado.

Em resumo, o título de capitalização pode ser interessante para quem busca uma forma de guardar dinheiro com disciplina e ainda ter a chance de ganhar prêmios, mas não é indicado para quem procura alta rentabilidade ou liquidez. 